# Дело было на Кубани
«Дело было на Кубани» — российский многосерийный телесериал режиссёра Сергея Щербина, повествующий о противостоянии двух старых казачьих семейств — Лютых и Крутовых. Действие телесериала происходит в одном из кубанских сёл в 1996 году и в наше время.

## Сюжет
Молодой лесник Григорий Лютый мечтает стать фермером и жениться на Кристине. В станицу после учёбы в московском институте возвращается сын местного богатея Дмитрий Крутов. Он, как и Григорий, влюблен в Кристину. Воспользовавшись отсутствием Лютого, Дмитрий с помощью дружков похищают Кристину. Григорий среди ночи находит их на берегу реки и устраивает Дмитрию хорошую взбучку. Сестра Кристины Татьяна сильно влюблена в Григория и в открытую признается ему в этом.
Дмитрий со своими дружками нападает на Лютого. Тяжело раненого Григория оставляют умирать в прибрежных камышах. Сосед Лютых, дед Панько, находит Григория и привозит в больницу. Григорий медленно поправляется в больнице и к облегчению нападавших с их влиятельными отцами вовсе не намерен никуда жаловаться.
В станицу приезжает из Москвы молодой художник Максим Загребельный. Среди его картин портрет Кристины в полуобнаженном виде, что становится причиной ссоры между Григорием и Максимом. Позже возникает ссора между Максимом и пьяным Дмитрием на краю речного обрыва. Во время драки Максим падает с обрыва и разбивается насмерть. Дмитрий в ужасе признается в содеянном своему отцу. Крутов-старший вместе со своими друзьями — начальником милиции Кривоносом и прокурором Пятибратом — подтасовывают улики и факты так, что в убийстве Максима обвиняют Григория Лютого.
Отсидев 14 лет, Григорий возвращается в станицу. Кристина давно замужем за другим, Татьяна стала женой Дмитрия Крутова, а сам Дмитрий со своими бывшими дружками во главе станичной администрации. Не очень-то получается и первая встреча Лютого с собственным сыном, 13-летним Денисом. Поддержка приходит с самой неожиданной стороны: муж Кристины, участковый Заграй, выслушав исповедь Григория, обещает ему помочь.

## В ролях
- Дмитрий Дюжев — Григорий Фёдорович Лютый, лесник
- Екатерина Вуличенко — Кристина Черкесова, невеста/бывшая невеста Григория
- Карина Андоленко — Татьяна Черкесова, родная сестра Кристины
- Виктория Полторак — Анжела Степура, директор ресторана «Казачий круг»
- Сергей Стрельников — Дмитрий Крутов
- Анатолий Хостикоев — Игорь Михайлович Крутов
- Иван Краско — Иван Северянович Лютый, дед Григория
- Евгения Лютая — Вера Незнамская
- Андрей Саминин — Андрей Незнамский, муж Веры
- Нина Касторф — Аграфена Яковлевна Сивер, мать Веры
- Александр Данильченко — Афанасий Петрович Сивер, отец Веры
- Андрей Пынзару ― Петя, сын Веры, внук Сиверов
- Инна Мирошниченко — Зоя Яковлевна Черкесова, мать Кристины и Татьяны, учительница
- Евгений Шах ― Иван Загребельный, отец Максима и Фёдора
- Фатима Горбенко ― Лида Загребельная, жена Фёдора
- Павел Москаль — Максим Загребельный
- Игорь Рубашкин — Фёдор Загребельный
- Станислав Боклан ― Юрий Сергеевич Пятибрат, прокурор
- Дмитрий Сова ― Олег Пятибрат
- Олег Масленников ― Павел Захарович Кривонос, майор, начальник милиции
- Артём Мяус ― Сергей Кривонос
- Дмитрий Суржиков ― Сергей Заграй, муж Кристины, старший лейтенант милиции, участковый инспектор
- Олег Иваница — Михаил, водитель автобуса
- Александр Игнатуша — Пётр Иванович Шлыков, председатель совхоза
- Сергей Романюк — Александр Богданович Вырва, криминальный авторитет

## Дополнительно
Сериал был показан в августе 2011 года на Первом канале, став самым популярным сериалом (рейтинг — 7,1 %, доля — 22,6 %), обойдя сериалы «Каменская 6» канала «Россия 1» и сериал «Глухарь. Продолжение» канала НТВ.
Съемки части фильма проходили на Украине в селе Германовка, соколиную гать, место, где живёт Григорий Лютый, съемочная группа построила на берегу Десны.
Дмитрий Дюжев в фильме исполняет песню «Не для меня придёт весна».
В 2016 году Госкино Украины запретило прокат фильма. При этом, в 2011 году за роль в сериале «Дело было на Кубани» Дмитрий Дюжев входил в число претендентов на Народную премию Украины «Телезвезда» в номинации «Любимый актёр».